# Margoyoso (Sumberejo)
Margoyoso is een bestuurslaag in het regentschap Tanggamus van de provincie Lampung, Indonesië. Margoyoso telt 4943 inwoners (volkstelling 2010).